# 暗黑破坏神系列
暗黑破坏神系列是由美国暴雪娱乐开发的系列動作角色扮演砍殺游戏系列产品及其周边小说等。截止2012年5月30日，该系列产品已在全球范围内售出2480+万份。该系列的核心游戏包括《暗黑破坏神》、《暗黑破壞神II》、《暗黑破壞神III》及《暗黑破坏神IV》，所有这四款都是动作角色扮演游戏。资料片包括由第三方公司雪樂山开发的《暗黑破坏神》的资料片《地狱火》，及暴雪开发的《毀滅之王》、《奪魂之鐮》。资料片的内容是增加游戏可探索地圖、可遊玩職業或新的物品元素。

## 故事
暗黑破坏神的故事设定在一个叫聖休亞瑞的世界之中，因为天使和恶魔厌倦了至高天和燃烧地狱之间无休止的战争。当天使与恶魔的结合产生了强大的生物涅法雷姆，大恶魔莉莉丝设法强化这些生物为她效力以控制聖休亞瑞，这导致她被驱逐同时大量涅法雷姆被迫害。当莉莉丝重返时，被农夫乌迪賢-Diomedes之子牺牲了自己拯救了聖休亞瑞。
为了防止燃烧地狱的领主们夺走庇护之地，大天使泰瑞尔捕获了三大地狱魔王：憎恨之王墨菲斯托、 毁灭之王巴尔和恐惧之王迪亚波罗。

### 重要角色
涅法雷姆是天使与恶魔的直系后代，也是聖休亞瑞的第一代人类。在《暗黑破坏神：原罪之战》中被称为聖休亞瑞之子。拥有来自于天使和恶魔的能力，涅法雷姆的潜力对天使和恶魔构成了威胁。于是世界之石的创造者因纳瑞斯改变了世界之石使涅法雷姆的后代越来越弱小。成为了现在的人类。

## 游戏
| 1996 | 暗黑破坏神              |
| 1997 | 暗黑破壞神：地獄火      |
| 1998 |                         |
| 1999 |                         |
| 2000 | 暗黑破壞神II            |
| 2001 | 暗黑破壞神II：毀滅之王  |
| 2002 |                         |
| 2003 |                         |
| 2004 |                         |
| 2005 |                         |
| 2006 |                         |
| 2007 |                         |
| 2008 |                         |
| 2009 |                         |
| 2010 |                         |
| 2011 |                         |
| 2012 | 暗黑破壞神III           |
| 2013 |                         |
| 2014 | 暗黑破壞神III：奪魂之鐮 |
| 2015 |                         |
| 2016 |                         |
| 2017 |                         |
| 2018 |                         |
| 2019 |                         |
| 2020 |                         |
| 2021 | 暗黑破壞神II：獄火重生  |
| 2022 | 暗黑破坏神：不朽        |
| 2023 | 暗黑破壞神IV            |

### 暗黑破坏神
天堂與地獄的戰鬥（永恆之戰）在人類出現之前就已經開始，延續了數千年。其中迪亞布羅、巴爾和墨菲斯托是地獄最高統治者，罪惡之源三位一體，掌握恐懼、破壞和憎惡之力。大天使伊卒爾則是天堂中最偉大的英雄。
大天使伊卒爾在某次突襲地獄入口的戰鬥中被打敗，用大天使泰瑞爾的話來說就是「他聖潔的靈魂被鎖在地獄深淵，他的意志被封入一個恐怖的怪物身體」，不論如何美化，事實是大天使伊卒爾終於投靠地獄，成為墮落天使。
然而長年的戰爭，讓天堂與地獄雙方都出現了厭戰者。泰瑞爾的副官伊納瑞斯與墨菲斯托之女莉莉絲都不願繼續永恆之戰，於是招集了其他志同道合的天使與惡魔，合謀盜取了世界之石，並以其力量創造了了一個名為聖休亞瑞的第三世界，從此厭戰派天使與惡魔們就在這個世界躲避紛爭，和樂的生活下去。伊納瑞斯與莉莉絲日久生情，便結合生下子嗣，其他天使與惡魔也紛紛效法，最終誕生了同時具有天使與惡魔力量的生命，那便是人類的先祖—涅法雷姆。
涅法雷姆的出現，讓聖休亞瑞的天使與惡魔們憂心忡忡，他們害怕這兼具雙親力量的生命會打破平衡，讓天堂與地獄發覺聖休亞瑞的存在，打算除之而後快。但莉莉絲卻想利用涅法雷姆的力量反攻天堂與地獄，出手殺光了除自己與伊納瑞斯外，聖休亞瑞中所有的天使與惡魔們。伊納瑞斯得知後大怒，將莉莉絲放逐出聖休亞瑞，並以世界之石的力量壓制涅法雷姆之力，讓涅法雷姆漸漸歸於平凡，成為現今的人類。
然而，聖休亞瑞的存在終歸是紙包不住火，天堂與地獄還是發現了這個世界，雙方紛紛想介入這個世界，獲取人類的力量來打贏永恆之戰。為此，地獄的惡魔暗中在人界成立三神教以吸收追隨者，依納瑞斯也籌組了與之對抗的光明聖堂，最終演變成雙方操縱人類進行的代理戰爭，在聖休亞瑞中被稱為原罪之戰。而天堂與地獄的戰鬥依舊火熱，天堂輸掉了他們的英雄大天使伊卒爾，地獄方面也不好過，地獄四大魔王（督瑞爾—苦痛之王、安達利爾—痛楚女王、阿茲莫丹—罪惡之王、彼列—謊言之王）突然向三罪惡之源（迪亞布羅、巴爾和墨菲斯托）發動突襲，打敗了他們之後將其流放到人間。然而地獄的叛亂者和關注這場反亂事件的天使們都不知道，這場叛亂原來是三罪惡之源精心設計的結果，這件事除三罪惡之源外，大概只有墮落天使伊卒爾能猜到其中的因由，其原因就是靈魂石。
但三罪惡之源打錯算盤，持有強大精神力量的天使和上位惡魔，在人間界活動時力量衰減得很快，原因是它們的靈力在天堂和地獄有近乎無盡的補給源泉，在人類的領土上則受到限制。在天堂的天使看到有機可乘，派天使長拿著三顆靈魂石跑到人間，要人類的法師組織（赫拉迪姆）一眾人等為了人類的未來，殺掉三罪惡之源。到此為止一切都在三罪惡之源的計劃之中，唯一的失算是人類法師拿到了靈魂石。
人類的打法怪異，作戰也沒有什麼規則，個個都不怕死，三罪惡之源中的墨菲斯托首先被抓住封印在靈魂石中。迪亞布羅不久在西方的一個小王國被赫拉迪姆抓到，封印在靈魂石裡面。赫拉迪姆這部分成員在迪亞布羅封印處蓋起了一座教堂，世代監視迪亞布羅，光陰似箭，日月如梭，幾代人之後赫拉迪姆的勢力漸漸衰落，這個王國被一名聖騎士系的國王支配，暗黑破壞神也擺脫了靈魂石的封印……
巴爾逃回地獄補充能量，幾十年後大搖大擺的重返人間，因為上次被赫拉迪姆追殺時，用來封印巴爾的靈魂石被巴爾打成一堆碎片，人類法師只能拿著碎片中最大的一塊進行封印，而毀滅之王巴爾完全不把這塊殘缺的靈魂石看在眼裡，故意讓自己被吸進靈魂石，準備再粉碎一次靈魂石，但這次又失算了，赫拉迪姆有史以來最傑出法師，擁有當時最強精神力的魔導師塔·拉夏，把靈魂石嵌入自己的身體內，讓自己的靈魂融入靈魂石之中，巴爾再度自投羅網。根據塔·拉夏的遺願，他的身體被鐵鏈鎖住，安葬於東方的大沙漠中，在上面做出真假七座陵墓，後世稱為謎之塔·拉夏之墓。
三罪惡之源算是暫時是被封印住了，但是人類的力量無法真正的消滅這三大魔物，所以封印也只是讓人間可以獲得暫時的喘息，來自黑暗的威脅仍然沒有從人類世界當中被真正根除。首先醒過來的是三罪惡之源中的迪亞布羅，雖然迪亞布羅的力量尚未回覆到以前的狀況，但是卻瓦解了整個李奧瑞克王國崔斯特姆，並佔據王子的身驅，再準備讓整個王國人民成為黑暗的奴僕。

#### 地狱火
一位崔斯特姆秘術師正在準備某個秘術儀式，不知不覺中釋放了惡魔納庫爾，惡魔試圖逃脫，但危急時刻，這位法師將納庫爾的所在之處封印了起來。

### 暗黑破坏神II
一位不知名的英雄，殺到教堂最深處打敗了迪亞布羅，並將封鎖住暗迪亞布羅靈魂的靈魂之石封入自己的額頭，讓自己的靈魂與迪亞布羅做永遠的爭戰，並永埋教堂之下……。可惜，這位身負神聖使命並犧牲自己的無名英雄無法永遠的限制住迪亞布羅的力量，歲月流逝之後，他的努力失敗了，迪亞布羅再度的從靈魂之石中被爬了出來，這一次，他更變本加厲的讓他兩個兄長墨菲斯托與巴爾同時的復甦，並讓東方大陸的人們再度的面臨著恐怖詛咒與威脅……。

#### 毁灭之王
殺死墨菲斯托和迪亞布羅後，大天使泰瑞爾開啟了通往哈洛加斯的傳送門，哈洛加斯位於北方野蠻人高原亞瑞特山脈，是野蠻人的聖城，亦是世界之石的所在。毀滅之王巴爾率領他的地獄大軍抵達了亞瑞特山脈，試圖污染世界之石。當玩家控制的角色跨越重重障礙，抵達亞瑞特山脈，擊敗巴爾後，大天使泰瑞爾察覺世界之石已被巴爾污染，無奈之下只得摧毀世界之石。

#### 獄火重生
《暗黑破坏神II》以及《暗黑破坏神II：毁灭之王》的重制版本，本版本設計為可以讀取使用2代的存檔，並且可以經由調整設定，在新舊兩種畫面中自由切換。

### 暗黑破坏神III
世界之石被摧毀後二十年。 迪卡·凱恩和莉亞在崔斯特姆大教堂中，研究有關不祥預言的古代文獻。 一顆從天上掉下來的神秘隕星撞擊大教堂，形成了一個深坑，迪卡·凱恩消失在其中。經過探索崔斯特姆大教堂才知道，這神祕的隕石其實是個人，再經由取回神祕人遺落的佩劍碎片，並重新鑄造復原，神祕人回復了記憶，他竟然就是大天使泰瑞爾，是個經由自己意志由天使變成凡人的人（本部分與故事設定：人由天使與惡魔結合所生，有所不同，還需要官方解釋）。

#### 奪魂之镰
在迪亞布羅被涅法雷姆擊敗之後，泰瑞爾回收了包含所有七魔頭精華的黑靈魂石。 他和赫拉迪姆知道將其丟在凡人或天使手中實在太危險了，於是將黑靈魂石帶回了聖休亞瑞，並試圖將它密封在無法找到的地方-深埋在拉基斯的墳墓中 。但是，該小組遭到消失的智慧大天使，安傑瑞斯議會成員瑪瑟爾的伏擊，瑪瑟爾在二十年前因世界之石毀滅後就消失了，現在稱自己為“死亡天使”，瑪瑟爾殺死了除一名赫拉迪姆之外的所有人，在此過程中還讓泰瑞爾失去了能力，並偷走了黑靈魂石。

### 暗黑破壞神：永生不朽
世界之石雖然破碎，但是碎片之中仍然殘留強大的腐化力量。迪亞布羅的手下希望能利用這股力量重新召喚恐懼之王。世人認為大天使泰瑞爾已經死了，留下人類面對他身後的殘局。腐化的世界之石碎片汙染了大地，並引來遠古的惡魔，想利用碎片的力量來控制人類。

### 暗黑破壞神IV
在黑靈魂石遭到摧毀、三大罪惡之源遭到擊潰、死亡天使瑪瑟爾終於倒下之後，無數的生命消逝，而聖休亞瑞的居民則是在最黑暗的時代裡苦苦掙扎。多年以後，當萬物逐漸復甦之際，某個與這塊土地一樣古老的威脅開始蠢蠢欲動。在黑暗的儀式的召喚下，被放逐多年的莉莉斯回到了聖休亞瑞。而她的回歸也將開啟一個充滿黑暗和痛苦的新紀元。

## 游戏玩法
暗黑破坏神系列有许多特性，游戏的移动由滑鼠单击完成，使用技能則是以設置鍵盤快捷鍵來施放。暗黑系列除了3代依赖于好的武器和装备，其餘皆設置身體素質及技能點數等設計。物品所擁有的魔法和數值是随机的，包含由固定魔法及非特殊魔法中分配数个随机属性及數值。游戏中的多數地图是以區域為單位，該單位每次會随机生成，这讓每次遊戲都有不同的感受，提高了游戏的重复可玩性。